# Cyrtosia parvissima
Cyrtosia parvissima is een vliegensoort uit de familie van de Mythicomyiidae. De wetenschappelijke naam van de soort is voor het eerst geldig gepubliceerd in 1929 door Roberts.